# Впереди одни неприятности
«Впереди одни неприятности» (англ. Trouble Bound) — триллер с элементами комедии режиссёра Джеффри Рейнера 1993 года выпуска с Майклом Мэдсеном и Патрисией Аркетт в главных ролях.

## Сюжет
Только что вышедший из тюрьмы Гарри Толбот, выиграв приличную сумму денег и автомобиль Линкольн, отправляется в Лас-Вегас. Он не подозревает, что в багажнике лежит труп, во рту которого ключ от сейфа с большой суммой денег, а симпатичная девушка Кит, которая напросилась к нему в попутчицы в баре, является внучкой главы одного из кланов мафии и охотится за убийцей своего отца…

## В ролях
- Майкл Мэдсен — Гарри Толбот
- Патрисия Аркетт — Кит Калифано
- Сал Дженко — Дэнни
- Даррен Иптон — Рафаэль
- Грегори Спорлидер — Ирвин
- Пол Бен-Виктор — Занд
- Билли Боб Торнтон — Колдфэйс

## Съёмочная группа
- Режиссёр: Джеффри Райнер
- Сценаристы: Даррел Фэтти и Френсис Делия
- Продюсеры: Том Кун и Фред Вайнтрауб
- Композитор: Винни Голя
- Оператор: Януш Камински
- Художник-постановщик: Зичард Шерман
- Автор декораций: Майкл Варга
- Художник по костюмам: Мэрри Лоусон